# Revoluciones de 1989
Las revoluciones de 1989, también conocidas como el Otoño de las Naciones, en general como la Caída del Comunismo y a veces como la Caída de las Naciones fueron una ola revolucionaria que recorrió Europa Central y Oriental en el otoño de 1989, ocasionando el derrocamiento de los Estados socialistas de estilo soviético dentro del espacio de unos meses. Los nombres para esta serie de acontecimientos se remontan a las revoluciones de 1848, también conocidas como «La Primavera de las Naciones».
La agitación política comenzó en Polonia, y condujo a una oleada de revoluciones sobre todo pacíficas en Alemania Oriental, Checoslovaquia, Hungría, y Bulgaria. Rumania fue el único país del Bloque del Este que derrocó violentamente a su régimen comunista y ejecutó a su jefe de Estado.
Las revoluciones de 1989 cambiaron enormemente el equilibrio del poder en el mundo y marcaron (junto con la subsecuente disolución de la Unión Soviética) el final de la Guerra Fría y el principio de la era de Posguerra Fría. Como consecuencia de las revoluciones en los años siguientes se produjo la disolución de la URSS, las guerras yugoslavas (que fueron los detonantes de la disolución de Yugoslavia, la cual se dio de manera definitiva en el año 2003, cuando Yugoslavia cambió de nombre a Serbia y Montenegro) y la disolución de Checoslovaquia.

## Antecedentes

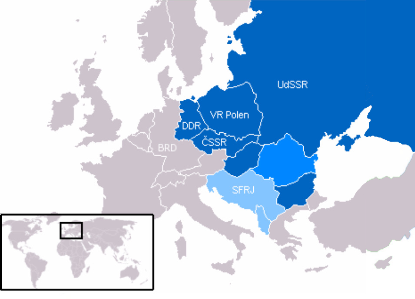
Bloque del Este.

El síntoma de las Revoluciones de 1989 fue la “perestroika”, que fue iniciada por Mijaíl Gorbachov. Esta política se practicaba para la rehabilitación de la política y la economía de la Unión Soviética.
Aunque varios países del Bloque del Este habían experimentado con algunas reformas económicas y políticas desde los años 1970, el advenimiento de líder reformista soviético Mijaíl Gorbachov en 1985 marcaría la tendencia irreversible hacia una liberalización mayor. Durante mediados de los años 1980, una generación joven de burócratas soviéticos, conducidos por Gorbachov, comenzó a abogar por la reforma fundamental para revertir los años de estancamiento de Brézhnev. La Unión Soviética afrontaba un período de declinación económica severa y necesitó la tecnología occidental y créditos de países capitalistas para compensar su atraso creciente. Los gastos para mantener el régimen soviético -los egresos militares, la KGB, subvenciones a estados satélites- socavaron aún más la economía soviética.
Los primeros signos de reforma principal vinieron en 1986 cuando Gorbachov lanzó una política de glásnost (apertura) en la Unión Soviética, y acentuó la necesidad de la reforma económica, la perestroika (la reestructuración económica). Antes de la primavera de 1989, la URSS no sólo había experimentado un animado debate en los medios de comunicación sobre la política doméstica, sino también había sostenido sus primeras elecciones con múltiples candidatos.
Las iniciativas de reforma de Gorbachov inevitablemente reverberarían en todas partes de Europa Oriental, siendo que en ocasiones el propio Gorbachov instaría a los líderes de otros países del Pacto de Varsovia a copiar las políticas soviéticas, advirtiendo que la URSS ya no intervendría con presiones políticas o militares para defender gobiernos extranjeros reacios a aceptar la perestroika, inaugurando así la Doctrina Sinatra.
Las reformas de Mijaíl Gorbachov tuvieron efectos en los países de Europa del Este que estaban bajo el dominio de la Unión Soviética. Estos países, al no contar con el apoyo económico y militar de los soviéticos iniciaron sus propias revoluciones, aunque la idea de Gorbachov era que los cambios se hicieran dentro del Pacto de Varsovia. El apoyo económico que daba la URSS a los países satélites, era insostenible para la economía soviética en crisis, por lo cual, el gobierno ruso expresó que las relaciones económicas serían de acuerdo a las condiciones del mercado mundial. Es así como Polonia, la República Democrática de Alemania, Hungría, Checoslovaquia, Yugoslavia y Rumania iniciaron su lucha contra el comunismo.

## Revoluciones en Europa oriental

### Polonia

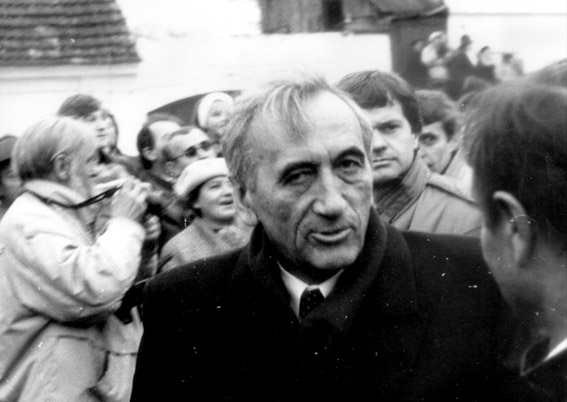
Tadeusz Mazowiecki como primer ministro de Polonia en 1989

En Polonia ocurrió el proceso de cambio político mediante el sindicato “Solidaridad” que -en la práctica- constituía el mayor movimiento de oposición política al gobierno comunista, desde 1981. Las huelgas masivas patrocinadas por “Solidaridad” de abril a septiembre de 1988 paralizan la país y muestran que dicho sindicato posee una notable influencia sobre las masas polacas, bastante mayor a lo esperado por el régimen; esta situación motiva al régimen militar del general Wojciech Jaruzelski a negociar con Solidaridad para que líderes políticos no comunistas puedan unirse al gobierno; el régimen de Jaruzelski trataba de evitar una represión violenta al notar que ésta no había servido para neutralizar a Solidaridad a inicios de la década de 1980.
Estos pactos permitieron iniciar los denominados “Acuerdos de la Mesa Redonda” de 6 de febrero al 4 de abril de 1989, donde se establecen el reconocimiento legal del sindicato Solidaridad y la apertura de un proceso de transición democrática con elecciones al parlamento de Polonia y a un recientemente restaurado Senado de Polonia fijando los comicios para el 4 de junio. El Partido Obrero Unificado Polaco (POUP), órgano del régimen comunista, aceptó los acuerdos a cambio del cese de las huelgas masivas patrocinadas por “Solidaridad”. El 18 de diciembre de 1988, en la capital  Varsovia, se fundó el Comité Ciudadano Solidaridad, dedicado a promover la política de dicho sindicato.
Las elecciones son sólo parcialmente libres, pues si bien el recién creado Senado tiene 100 escaños disponibles para todos los grupos políticos, en el Sejm sólo se crean 161 nuevos escaños, siendo que todos los ya existentes (299 escaños) continuarán en poder del Partido Obrero Unificado Polaco (POUP) tras las elecciones polacas del 4 de junio. Al mismo tiempo, el gobierno de Jaruzelski aún dispone del monopolio de los medios de comunicación y posee mayores recursos para la propaganda electoral.
Aun así, los resultados de las elecciones polacas del 4 de junio, resultan por completo adversos al régimen comunista: los candidatos auspiciados por “Solidaridad” ocupan 99 escaños del Senado (el restante lo ocupa un candidato independiente, también opositor al régimen) y ganan 160 de los 161 escaños disponibles en el Sejm (el escaño restante lo obtiene un candidato comunista), lo cual demuestra que el apoyo popular al régimen comunista es muy escaso en la realidad.
El bloque parlamentario que sostiene al gobierno comunista empieza a disolverse ante los resultados adversos, en tanto algunos líderes reformistas del POUP abogan para que el sector más conservador del régimen de Jaruzelski acepte las varias reformas planteadas por Solidaridad en la economía y la política del país. El gobierno de la URSS expresa su negativa a prestar apoyo político o militar al régimen comunista polaco y esta noticia acelera la descomposición del bloque gubernamental en el Sejm, este hecho facilita que el 24 de agosto de 1989 surja en Polonia el primer gobierno no comunista desde 1948, presidido por Tadeusz Mazowiecki. El 30 de diciembre el Parlamento polaco modificó el nombre oficial del país, que de República Popular de Polonia pasó a recuperar su nombre tradicional de 1918 República de Polonia, además de introducir importantes cambios políticos y económicos, eliminando el unipartidismo dominado por el POUP, permitiendo la formación de nuevos grupos políticos, e instaurando reformas a favor del libre mercado y la propiedad privada. Con estas reformas, Mazowiecki forzó elecciones presidenciales multipartidarias y libres, a ser realizadas en noviembre de 1990. En esos comicios sería elegido presidente de Polonia el líder máximo del sindicato “Solidaridad”, el obrero electricista Lech Walesa, derrotando en segunda vuelta el 9 de diciembre al candidato independiente Stanisław Tymiński, un empresario residente en Canadá.

### Hungría

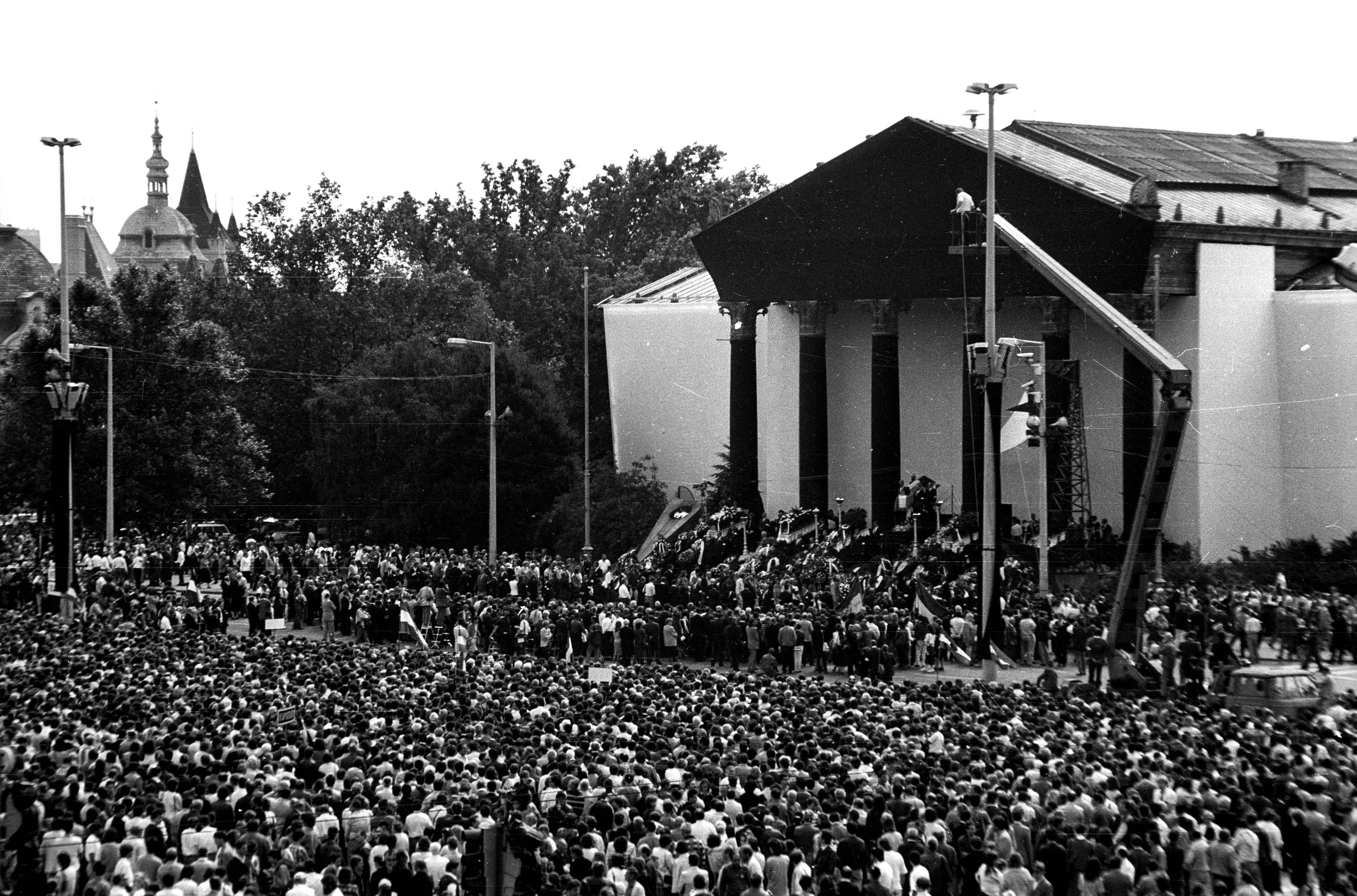
Homenaje póstumo celebrado el 16 de junio de 1989 en Budapest, en honor por los caídos durante la sublevación de 1956, Imre Nagy, Miklós Gimes y Pál Maléter y en general por todas las víctimas.

Desde la década de 1960 Hungría estaba regida por el veterano líder comunista János Kádár, quien había tratado de preservar el sistema político del marxismo-leninismo mediante algunas concesiones a la mejora del nivel de vida de la población húngara, en lo que el mismo Kádar designó como “comunismo goulash”. De esta manera el régimen húngaro mantenía el monopolio del poder firmemente en manos del movimiento comunista pero permitiendo a la población húngara una libertad de contactos con países no comunistas en una escala bastante mayor a la existente en el resto de Europa Oriental; igualmente la represión política y la censura, aunque visibles, resultaban mucho menos severas que las de otros países comunistas. Kádár había ganado también el respaldo de las masas mediante el otorgamiento de comodidades materiales superiores a las que podían obtener los habitantes del resto del Pacto de Varsovia, evitando además el culto a la personalidad tan visible en otros líderes comunistas, con lo cual el descontento popular en Hungría estuvo bajo control durante varias décadas.
No obstante, la situación económica de Hungría era problemática desde mediados de la década de 1980, el estancamiento de la economía y el descenso de la productividad se hacían evidentes, y la “liberalización” impulsada por Kádár hacía que los húngaros notaran con mayor crudeza que su país quedaba cada vez más rezagado ante los estados capitalistas en cuanto a nivel de vida de la población común. Aunque Kádár ambicionaba quedarse en el poder hasta 1990, su mala salud y la imposibilidad de satisfacer las nuevas demandas de las masas forzaron su renuncia en mayo de 1988 a los casi 76 años de edad, esperando que una nueva dirigencia del Partido Socialista Obrero Húngaro (PSOH) pudiera enfrentar mejor la crisis. 
El nuevo secretario general, Károly Grósz, apoyó establecer reformas económicas de corte capitalista, pero sin aceptar el multipartidismo, lo cual debilitó su posición al interior del PSOH, mientras que su primer ministro, Miklós Németh, requería iniciar reformas económicas pero también políticas, y hacerlo lo antes posible (de hecho Németh tuvo la idea de aceptar que ciudadanos de Alemania Oriental usaran a Hungría como “escala” para huir hacia la RFA), al tiempo que en mayo de 1989 una orden de Németh generaba la destrucción de la “valla fronteriza” entre Hungría y Austria lo que se llevó a cabo el 27 de junio en la localidad húngara de Sopron entre el ministro de Exteriores Gyula Horn y su colega austríaco Alois Mock; semanas después el 19 de agosto se llevó a cabo, en dicho lugar, el Pícnic Paneuropeo durante el cual varios alemanes orientales cruzaron la frontera para ir a Alemania Occidental.
Los reformistas del PSOH lograron también en mayo de 1989 la rehabilitación pública de la fallida sublevación antisoviética de 1956, evento concluido el 16 de junio con un funeral de estado para el líder de dicha revolución, Imre Nagy, donde asistieron 100.000 personas en Budapest, situación impensable apenas unos meses antes. En dicho acto, llevado a cabo en la Plaza de los Héroes de Budapest, dio un discurso Viktor Orbán, futuro primer ministro del país, pidiendo la retirada de las tropas soviéticas. La reivindicación oficial de Nagy (y de la revuelta de 1956), y la situación política donde las masas exigían la liberalización política del país suponían un franco desafío al ala conservadora del PSOH, crisis acentuada con la muerte del anciano Kádar el 6 de julio. Así, en el Congreso del PSOH celebrado el 7 de octubre del mismo año la dirigencia de Grósz fue desplazada por una facción de líderes más jóvenes, ansiosos de reformar el Estado húngaro siguiendo los modelos políticos y económicos de Europa Occidental. El PSOH se autodisolvió y se creó el Partido Socialista Húngaro (PSH), basado en líderes reformistas relacionados con la socialdemocracia antes que al comunismo.
Casi inmediatamente la Constitución de 1949 fue radicalmente modificada en una serie de sesiones parlamentarias del 16 al 20 de octubre de 1989, resultando en una nueva serie de leyes que permitían el multipartidismo y reformaban drásticamente el Estado. El 23 de octubre, fecha del aniversario del inicio de la revolución de 1956, el presidente interino Mátyás Szűrös proclamó la República de Hungría, desde un balcón del edificio del Parlamento, en Budapest, dejando de existir la "República Popular de Hungría" creada por los comunistas y el gobierno se convirtió en un gabinete de expertos y consejeros sin partidismo. Las paramilitares Milicias Obreras, creadas en 1957 para sostén del régimen comunista, fueron abolidas para que sus funciones quedaran solamente en manos del ejército profesional. Se celebraron elecciones parlamentarias en marzo de 1990, ganando por amplia mayoría las fuerzas políticas favorables al capitalismo y el multipartidismo, que ungieron primer ministro a József Antall, primer gobernante no comunista de Hungría desde 1948.

### La caída del Muro de Berlín

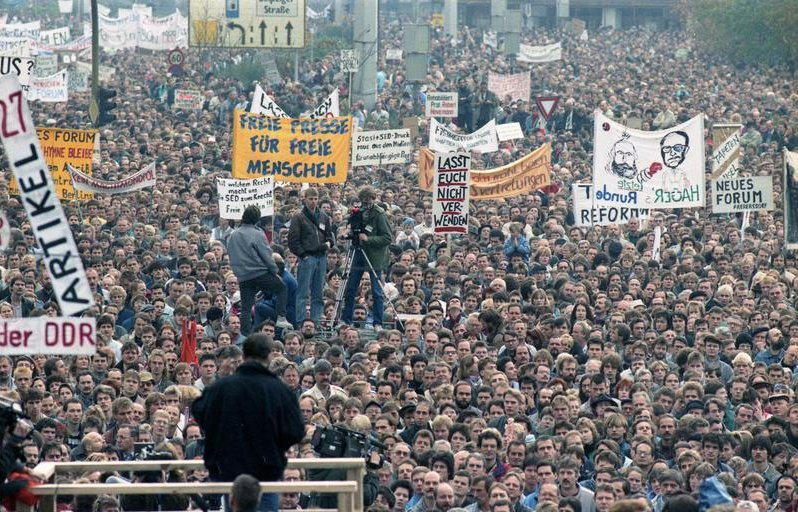
Foto de Alexanderplatz durante la manifestación del 4 de noviembre.

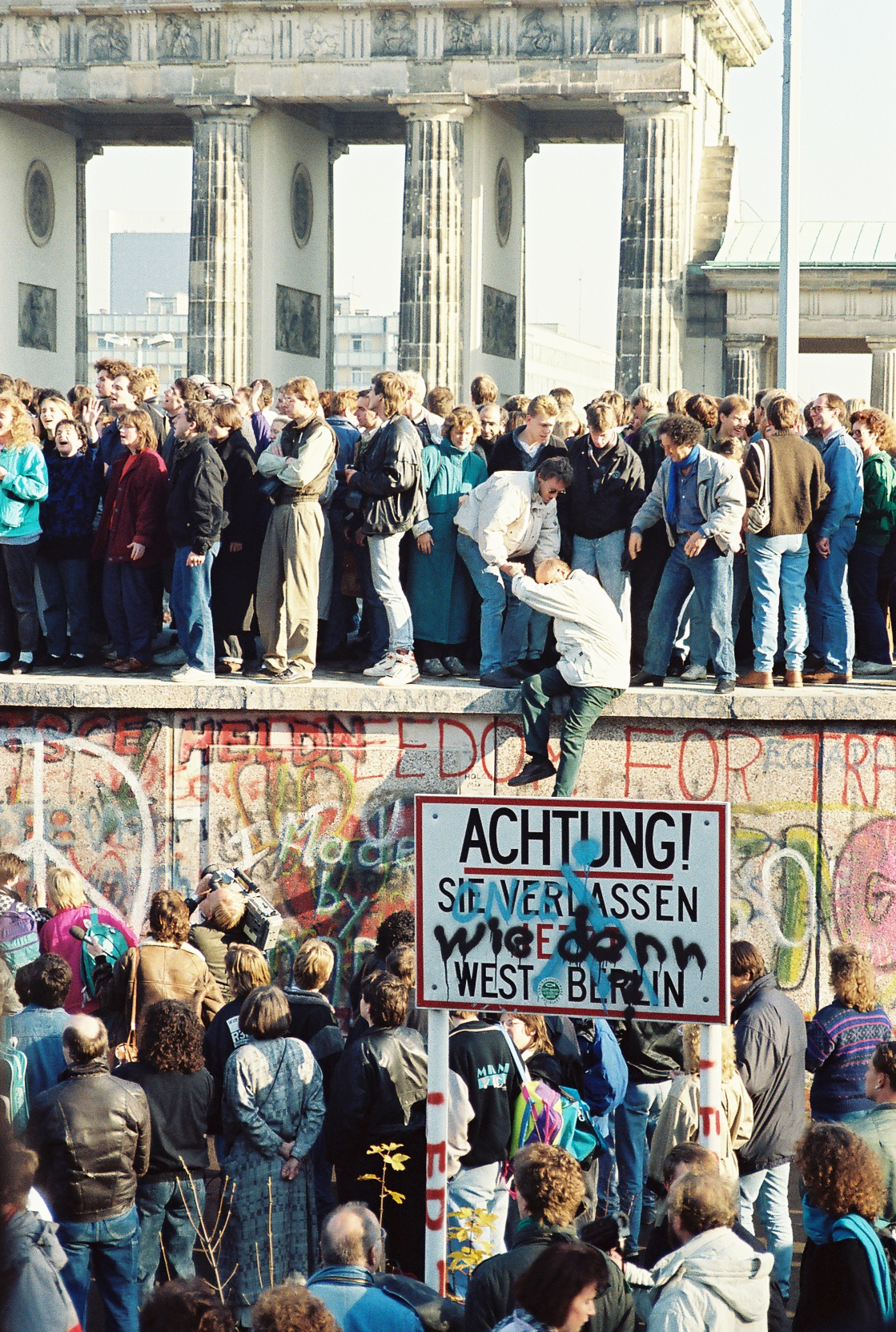
Muro de Berlín y la Puerta de Brandeburgo el 10 de noviembre de 1989

El Muro de Berlín cayó en la noche del jueves 9 de noviembre al viernes 10 de noviembre de 1989, 28 años después de su construcción. La apertura del muro, conocida en Alemania con el nombre de die Wende (en alemán el Cambio), fue consecuencia de las exigencias de libertad de circulación en la ex-RDA y las evasiones constantes hacia las embajadas de países del Pacto de Varsovia (especialmente Checoslovaquia y Hungría) y hacia la frontera entre Hungría y Austria, países que impusieron menos restricciones para los germanoorientales desde el 23 de agosto. En el mes de septiembre, más de 13 000 alemanes orientales emigraron hacia Hungría para pasar desde allí a territorio austriaco, cifra nunca vista antes de emigrantes en tan poco tiempo. El 30 de septiembre el ministro de Asuntos Exteriores de Alemania Occidental, Hans-Dietrich Genscher, le anunció a los refugiados que estaban en el jardín de la embajada de la RFA en Praga, la capital checoslovaca, que su salida había sido aprobada.
Hacia el final de 1989 comenzaron manifestaciones masivas en contra del gobierno de la República Democrática Alemana (RDA), que precisamente el 7 de octubre de ese mismo año cumplía 40 años de creación oficial; de hecho, las manifestaciones de protesta contra el gobierno en Leipzig y Dresde fueron muy concurridas y alcanzaron varios miles de participantes, con lo cual empañaron los festejos del aniversario, promovidos por el gobernante Partido Socialista Unificado de Alemania (PSUA/SED). De hecho en Leipzig la Iglesia de San Nicolás congregó a mucha gente que protestaba y se convirtió en símbolo de las protestas, llamadas manifestaciones del lunes. El secretario general del PSUA/SED, Erich Honecker, renunció a su cargo el 18 de octubre de 1989 para tratar de calmar la situación, siendo reemplazado por Egon Krenz pocos días más tarde. El régimen de Krenz no parecía dispuesto a seguir tendencias democratizadoras, pero los vacíos legales permitían que prosiguiera la fuga de germanoorientales hacia Alemania Occidental usando a otros países de Europa Oriental como “lugares de tránsito”, con el consiguiente descrédito del régimen de la RDA.
El 4 de noviembre tuvo lugar la Manifestación de Alexanderplatz en la que el pueblo germanooriental pidió profundas reformas políticas. Tras el 6 de noviembre se hizo público el proyecto de una nueva legislación de la RDA para viajar, que recibió duras críticas, y el gobierno checoslovaco protestó por vías diplomáticas por el aumento de la emigración desde la RDA a través de Checoslovaquia. El SED decidió, el 7 de noviembre, regular los viajes al exterior, facilitándolos, como una forma de contener los reclamos populares y mantener el control de la situación. El 9 de noviembre se promulgó un plan que permitía obtener con mucha facilidad pases fronterizos para viajes de visita. Se elaboró un modelo en el Consejo de Ministros, que se decidió ese mismo día antes de las 18.00 y que debía ser publicado y difundido en forma de circular a las 04.00 del día siguiente por las agencias de noticias, aunque hubo una objeción al procedimiento por parte del Ministerio de Justicia. Paralelamente, el modelo del Ministerio sería estudiado a medianoche en el Comité Central (ZK) y se modificaría ligeramente.
El mismo 9 de noviembre, en conferencia de prensa a las 19.00 horas, el jefe máximo del SED en Berlín Oriental, Günter Schabowski, informó que el gobierno de la RDA anulaba las antiguas restricciones para el cruce de fronteras entre las dos Alemanias. Hubo una pregunta del periodista italiano Riccardo Ehrman, de la agencia de noticias ANSA, sobre el momento en que las nuevas órdenes entrarían en vigencia, a lo cual Schabowski respondió “ahora mismo, de inmediato”. Tales palabras fueron retransmitidas por la prensa reunida ante Schabowski y por la televisión oficial de la RDA, que cubría en vivo la conferencia, y causaron un inmediato impacto entre las masas germanorientales de Berlín Oriental, al punto que apenas dos horas después varios miles de personas se habían congregado frente al Muro de Berlín reclamando a los guardias de la RDA su derecho a cruzar la frontera conforme a la orden de Schabowski.
Los guardias fronterizos de la Volkspolizei no recibieron órdenes de abrir la frontera, pero tampoco de repeler a la enorme masa o dispersarla por la fuerza, siendo que la gran  cantidad de personas esperando cruzar hacia la zona occidental hacía riesgosa e impopular toda decisión de usar la violencia. Hacia las 22.45 horas, los jefes de la Volkspolizei adscritos al Muro decidieron abrir los pasos fronterizos con el consentimiento tácito del gobierno de la RDA, en tanto no recibían datos de que la orden de Schabowski hubiera sido revocada. Con ello, prácticamente el Muro de Berlín perdió su razón de ser esa misma noche, en tanto miles de germanoorientales cruzaban la “frontera interior” con sólo mostrar su documento de identidad a los hombres de la Volkspolizei, procedimiento inimaginable desde que el Muro se edificó en 1961.
Al otro lado del Muro se había conocido la noticia que la RDA permitía el libre tránsito a sus ciudadanos y una gran masa de berlineses del oeste acudió a presenciar el insólito evento y recibir a los recién llegados, generándose una improvisada fiesta popular en la tierra de nadie aledaña al Muro. En la madrugada del 10 de noviembre varios miles de personas de ambos lados del Muro comenzaron a abrir grandes agujeros en las paredes usando picos y martillos, o a encaramarse sobre la estructura, sin ser detenidos por los guardias fronterizos de ambas zonas.
Luego de difundirse en imágenes televisivas y fotografías la Caída del Muro de Berlín se produjeron aceleradamente las revoluciones de Checoslovaquia, de Bulgaria, y de Rumania. El 1 de diciembre la Cámara Popular, el parlamento germanooriental, suprimió la disposición de la Constitución de la RDA que concedía al SED el monopolio del poder. El 3 de diciembre Egon Krenz renunció como secretario general del SED, siendo el último en ocupar ese cargo, y el 6 del mismo mes renunció como presidente del Consejo Nacional de Defensa y presidente del Consejo de Estado de la RDA, sucediéndole en este último cargo Manfred Gerlach, presidente del Partido Liberal Democrático de Alemania.
El 20 de febrero de 1990 otra reforma de la Constitución eliminó la mención al Frente Nacional de la República Democrática Alemana, el frente popular que lideraba el SED, desapareciendo definitivamente. El 18 de marzo se llevaron a cabo las primeras elecciones libres de la RDA, ganando la coalición Alianza por Alemania. El 3 de octubre de 1990 la RDA y la RFA se fusionaron en un solo Estado, con la cual Alemania quedaba reunificada.

### Checoslovaquia

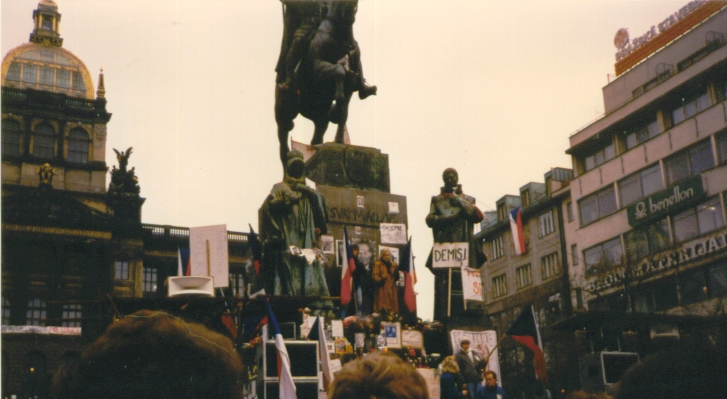
Manifestantes checos en Praga ante el monumento a San Wenceslao, noviembre de 1989

Para el inicio del descontento popular en Checoslovaquia hay que remontarse al año 1977, fecha en que un grupo de intelectuales, siguiendo la línea del espíritu de la Primavera de Praga, de 1968, publicaban un manifiesto denominado “Carta 77”, en el que expresaban su disidencia con el régimen establecido.
En 1989, el tiempo de cambios en Europa, las masas de Checoslovaquia sabían sobre la radical transformación del socialismo soviético mediante la perestroika y tuvieron noticias de las caídas de regímenes en países cercanos como Polonia y la RDA a través de la radio extranjera (como Radio Free Europe), pero advertían que la élite política de su país rehusaba aplicar cambios en el mismo sentido. El 17 de noviembre de 1989 en Praga la policía atacó a miles de estudiantes que protestaban contra el régimen comunista. Este suceso provocó el inicio de las manifestaciones masivas. Se creó el Foro Cívico dirigido por el dramaturgo Václav Havel, y dentro del Partido Comunista de Checoslovaquia (PCC/KSČ) se evidenciaban luchas de poder entre sectores inmovilistas como Gustáv Husák y reformistas como Ladislav Adamec, como consecuencia se crea un clima tenso.
El 24 de noviembre renunció el Presidium del PCC, incluido el secretario general Miloš Jakeš, y fue elegido como su sucesor Karel Urbánek, un comunista moderado. El mismo día la televisión federal mostró imágenes de las protestas del 17 de noviembre así como el primer discurso televisado de Václav Havel, que trataba principalmente sobre la huelga general.
Tras la huelga general del 27 de noviembre de 1989 y la falta del apoyo del aliado soviético, el Partido Comunista de Checoslovaquia abandonó el poder. El hasta entonces valedor de la ortodoxia comunista, Gustáv Husák, dimitía el 10 de diciembre como Presidente de la República. El nuevo Primer ministro Marián Čalfa, sucesor de Adamec desde el 7 de diciembre, asumió interinamente la presidencia del país. Los acontecimientos se precipitaron y antes de finalizar el año 1989 Václav Havel accedió a la jefatura del Estado y el reformista Alexander Dubček a la presidencia del Parlamento; Čalfa apoyó la candidatura de Havel para presidente. En junio de 1990 se celebraron elecciones democráticas de las que saldrían vencedores el Foro Cívico y el Público Contra la Violencia, variante eslovaca del primero.
La evolución política y las escisiones posteriores de estos partidos se iban a plasmar durante los años 1991 y 1992, así como un poderoso movimiento nacionalista secesionista que se traduciría en la independencia entre la República Checa y Eslovaquia en el año 1993, disolviéndose Checoslovaquia. Václav Havel se convertiría en el primer presidente de la República Checa y Václav Klaus en Primer ministro, mientras que en Eslovaquia sería Vladimír Mečiar el nuevo jefe de Estado. En 2004 ambos países ingresaron de forma conjunta en la Unión Europea.

### Bulgaria
Bulgaria se había mantenido bajo un régimen comunista sin modificaciones apreciables desde que en 1954 el líder comunista Tódor Zhívkov se convirtiera en el jefe máximo del Partido Comunista Búlgaro (PCB) en concordancia con el deshielo promovido por Nikita Jruschov, siguiendo desde entonces una política de alineación absoluta con la Unión Soviética, tanto en cuestiones domésticas como de política exterior, manteniendo la corriente más fiel a Moscú dentro del Pacto de Varsovia.
De hecho, Zhívkov había copiado virtualmente todos los programas del régimen soviético de turno durante sus 35 años de mandato y rehusó adaptarse a las directrices de la URSS cuando Mijaíl Gorbachov adoptó la perestroika y la glásnost desde 1985. Al no tener Bulgaria fronteras comunes con la URSS y al no tener una importancia estratégica para los soviéticos en los Balcanes, Gorbachov se abstuvo de ejercer mayor presión sobre Zhívkov.
No obstante, algunos líderes del Partido Comunista Búlgaro tramaron la destitución de Zhívkov aprovechando su avanzada edad (78 años) y ante el temor que en Bulgaria estallaran protestas callejeras similares a las ocurridas en Alemania Oriental. Cuando en Bulgaria se supo de la caída del Muro de Berlín en la madrugada del 10 de noviembre de 1989 hubo un golpe dentro de la dirección del Partido Comunista para presionar a Zhívkov para que dimitiese de inmediato, para así evitar que las masas populares escapasen al control estatal, como había ocurrido en Berlín apenas unas horas antes. En la tarde del mismo 10 de noviembre fue elegido secretario general del Partido Comunista Petar Mladenov, un reformista que iniciaría el camino hacia el final del socialismo.
Moscú aparentemente aprobó el cambio de liderazgo, debido a que Zhívkov se había opuesto a las políticas de Gorbachov. El nuevo régimen inmediatamente derogó las restricciones a las libertades de expresión y reunión permitiendo la primera manifestación el 17 de noviembre, así como la formación de movimientos anticomunistas. Nueve de estos se unieron formando la Unión de Fuerzas Democráticas (UFD) el 7 de diciembre; la UDF no estaba satisfecha con la renuncia de Zhívkov y demandó reformas democráticas, siendo la principal la abolición del mandato constitucional del liderazgo del PCB. El 10 de junio de 1990 se celebraron las primeras elecciones libres en 4 décadas que ganó el nuevo Partido Socialista Búlgaro (PSB) surgido tras la autodisolución del PCB ese mismo año.

### Rumania

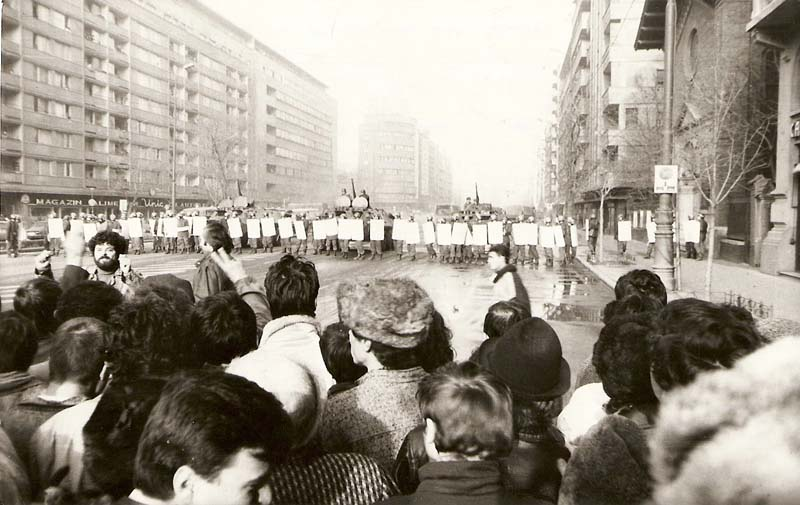
Manifestantes en el céntrico Bulevardul Magheru de Bucarest frente a antidisturbios escoltados por carros de combate, 1989.

En Rumania el cambio de régimen sucedió mediante una revolución civil secundada por las fuerzas armadas, lo cual causó la revuelta más violenta de todas las acaecidas en Europa Oriental durante este período. El jefe del gobierno comunista rumano, Nicolae Ceaucescu (que era también el Secretario General del Partido Comunista Rumano, PCR), había ordenado a inicios de diciembre de 1989 el arresto arbitrario de un pastor protestante luterano llamado László Tőkés, perteneciente a la minoría húngara de Transilvania, lo cual provocó una serie de revueltas civiles masivas en la ciudad de Timisoara el 16 de diciembre. Las manifestaciones de esta ciudad se extendieron pronto a todo el país y se convirtieron en un masivo movimiento de protesta contra el régimen.
La tensión política desembocó en Bucarest, la capital rumana, el 21 de diciembre de 1989 cuando Ceaucescu se encontró con que una manifestación para glorificar a su régimen y a él, se convirtió en una gigantesca protesta civil. Ese mismo día estalló una insurrección a nivel nacional, apoyada por las fuerzas armadas y resistida mayormente por la Securitate, la policía política del régimen.
Tras varios días de violencia, y varios cientos de muertos, el gobierno comunista fue derribado cuando Ceaucescu y su mujer huyeron de Bucarest en helicóptero el 22 de diciembre y abandonaron la sede de gobierno a los manifestantes y las tropas rebeldes, que vencieron la resistencia armada de la Securitate. Ceaucescu y su esposa fueron apresados por tropas rebeldes mientras trataban de huir de Rumania, siendo juzgados sumariamente y ejecutados en un cuartel cercano a la ciudad de Târgovişte el 25 de diciembre de 1989. Esta revolución causó más de 2,000 muertos y puso fin al proceso revolucionario en Europa Oriental en 1989.

### Albania
En la República Popular Socialista de Albania, Enver Hoxha, que gobernó  Albania de 1941 a 1985, murió el 11 de abril de 1985. Su sucesor, Ramiz Alia, comenzó a abrir gradualmente el régimen desde arriba. En 1989, las primeras revueltas comenzaron en Shkodra y se extendieron a otras ciudades. Finalmente, el régimen existente introdujo cierta liberalización, incluidas medidas en 1990 que prevén la libertad de viajar al extranjero. Se iniciaron esfuerzos para mejorar los vínculos con el mundo exterior. Las elecciones de marzo de 1991, las primeras elecciones libres en Albania desde 1923, y solo las terceras elecciones libres en la historia del país, dejaron a los ex comunistas en el poder, pero una huelga general y una oposición urbana llevaron a la formación de un gabinete de coalición que incluía a los no comunistas. Las elecciones parlamentarias se celebraron en Albania el 22 de marzo de 1992, con una segunda ronda de votación para once escaños el 29 de marzo.

### Unión Soviética

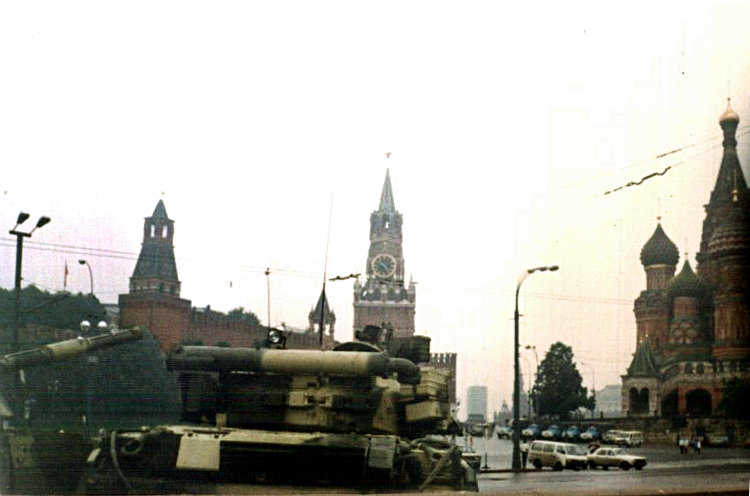
Tanques en la Plaza Roja durante el intento de golpe de Estado en 1991

Después de que el referéndum de marzo de 1991 confirmara la preservación de la Unión Soviética, pero en una forma más flexible, un grupo de intransigentes soviéticos representados por el vicepresidente Gennadi Yanayev lanzó un golpe de Estado intentando derrocar a Gorbachov en agosto de 1991. Borís Yeltsin, entonces presidente de la República Socialista Federativa Soviética de Rusia, reunió al pueblo y a gran parte del ejército contra el golpe y el esfuerzo colapsó. Aunque restaurada en el poder, la autoridad de Gorbachov había sido irreparablemente socavada. Gorbachov renunció como Secretario General del Partido Comunista después del golpe, y el Soviet Supremo disolvió el Partido y prohibió toda actividad comunista en suelo soviético. Apenas unas semanas después, el gobierno concedió a los estados bálticos su independencia el 6 de septiembre.
Durante los siguientes tres meses, una república tras otra declaró su independencia, principalmente por temor a otro golpe. También durante este tiempo, el gobierno soviético se volvió inútil cuando el nuevo gobierno ruso comenzó a hacerse cargo de lo que quedaba de él, incluido el Kremlin. El penúltimo paso se produjo el 1 de diciembre, cuando los votantes de la segunda república más poderosa, Ucrania, votaron abrumadoramente a favor de separarse de la Unión Soviética en un referéndum. Esto puso fin a cualquier posibilidad realista de mantener unida a la Unión Soviética. El 8 de diciembre, Yeltsin se reunió con sus homólogos de Ucrania y Bielorrusia y firmó los Acuerdos de Belavezha, declarando que la Unión Soviética había dejado de existir. Gorbachov denunció esto como ilegal, pero hacía tiempo que había perdido cualquier capacidad de influir en los acontecimientos fuera de Moscú.
Finalmente el 25 de diciembre de 1991 Gorbachov renunció a su cargo y la Unión Soviética dejó de existir formalmente el 26 de diciembre de 1991.

### Yugoslavia
Yugoslavia, pese que no era parte del Pacto de Varsovia, persiguió su "propia versión del comunismo" bajo el liderazgo de Josip Broz Tito, héroe de la resistencia antinazi en la Segunda Guerra Mundial y quien gobernaba el país de facto desde 1945. Yugoslavia era -a diferencia de sus vecinos- un estado multiétnico que Tito pudo mantener a través de una doctrina patriótica yugoslava de "hermandad y unidad", siendo que el propio Tito, étnicamente croata, . Las tensiones entre las etnias comenzaron a escalar, sin embargo, con la Primavera Croata de 1970-1971, un movimiento de reivindicación cultural que se tornó en corriente política para una mayor autonomía croata, que fue suprimido. Los cambios constitucionales se instituyeron en 1974, y las modificaciones a la Constitución yugoslava en 1974 devolvieron algunos poderes federales a las repúblicas y provincias constituyentes. Después de la muerte de Tito en 1980, las tensiones étnicas crecieron.

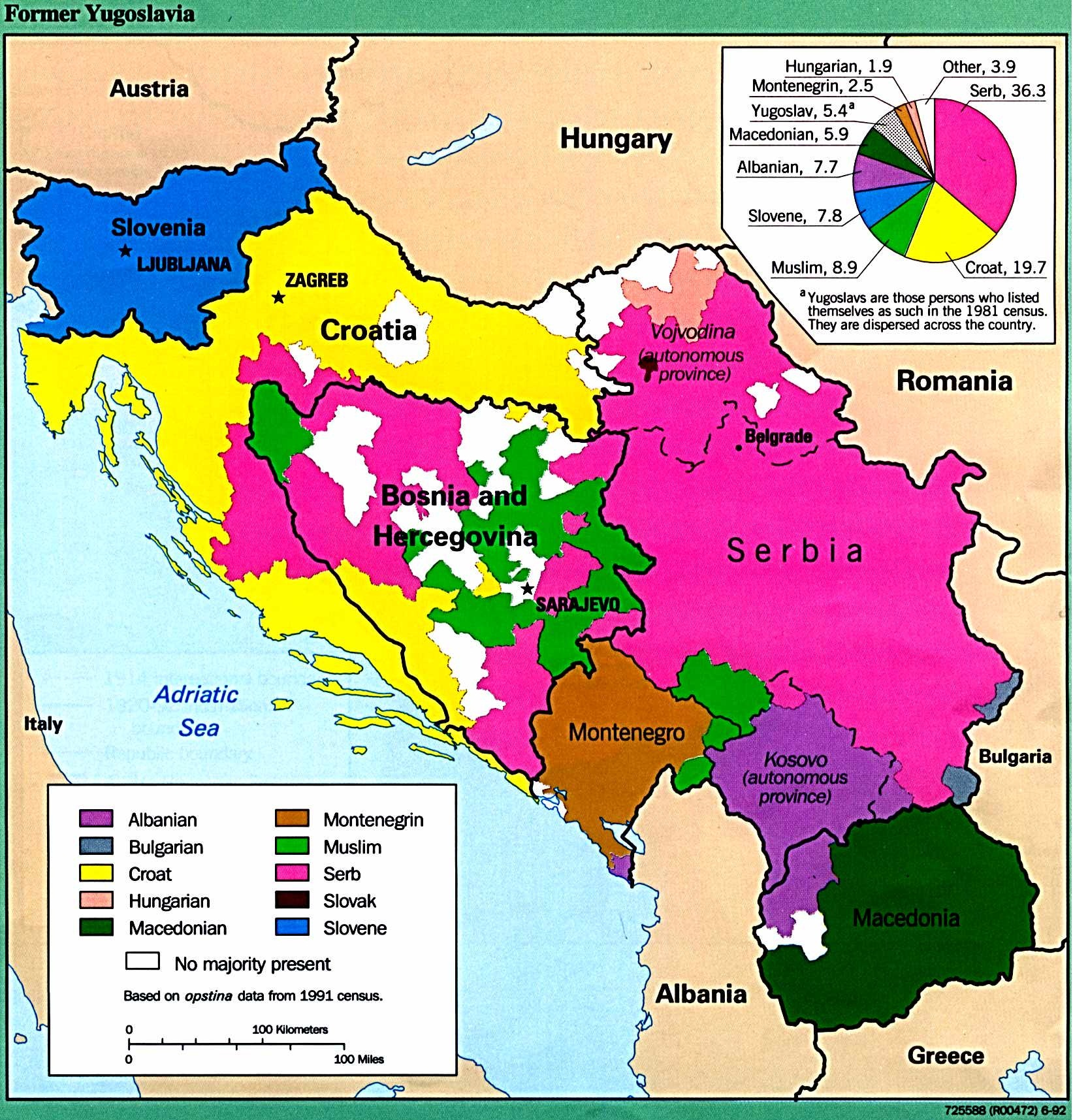
Mapa Étnico de Yugoslavia en 1991.

En enero de 1990, se convocó un Congreso de la Liga de Comunistas de Yugoslavia para resolver las disputas entre sus partidos constituyentes. Ante la eliminación de los números completos, los comunistas eslovenos y croatas abandonaron el Congreso el 23 de enero de 1990, poniendo fin al partido comunista de Yugoslavia. Ambos partidos de las dos repúblicas occidentales negociaron elecciones multipartidistas libres con sus propios movimientos de oposición.
El 8 de abril de 1990, la coalición democrática y antiyugoslava llamada "Oposición democrática de Eslovenia"" ganó las elecciones en Eslovenia, mientras que el 22 de abril de 1990 las elecciones croatas resultaron en una victoria aplastante para la nacionalista Unión Democrática Croata (HDZ) dirigida por Franjo Tuđman. Los resultados fueron mucho más equilibrados en Bosnia y Herzegovina y en Macedonia en noviembre de 1990, mientras que las elecciones parlamentarias y presidenciales de diciembre de 1990 en Serbia y Montenegro eligieron a Slobodan Milošević y sus partidarios. Nunca se llevaron a cabo elecciones libres a nivel de la federación.
Los líderes eslovenos y croatas comenzaron a preparar planes para la secesión de la federación, mientras que una parte de los serbios de Croacia comenzó la llamada Revolución de los troncos, una insurrección organizada por Serbia que conduciría a la creación de la región separatista de SAO Krajina. En el referéndum de independencia esloveno del 23 de diciembre de 1990, el 88,5% de los residentes votaron por la independencia de las dos repúblicas. En el referéndum de independencia croata del 19 de mayo de 1991, el 93,24% votó por la independencia.
Las crecientes tensiones étnicas y nacionales se vieron spor el impulso por la independencia y condujeron a las guerras yugoslavas

## Las revoluciones fuera de Europa oriental

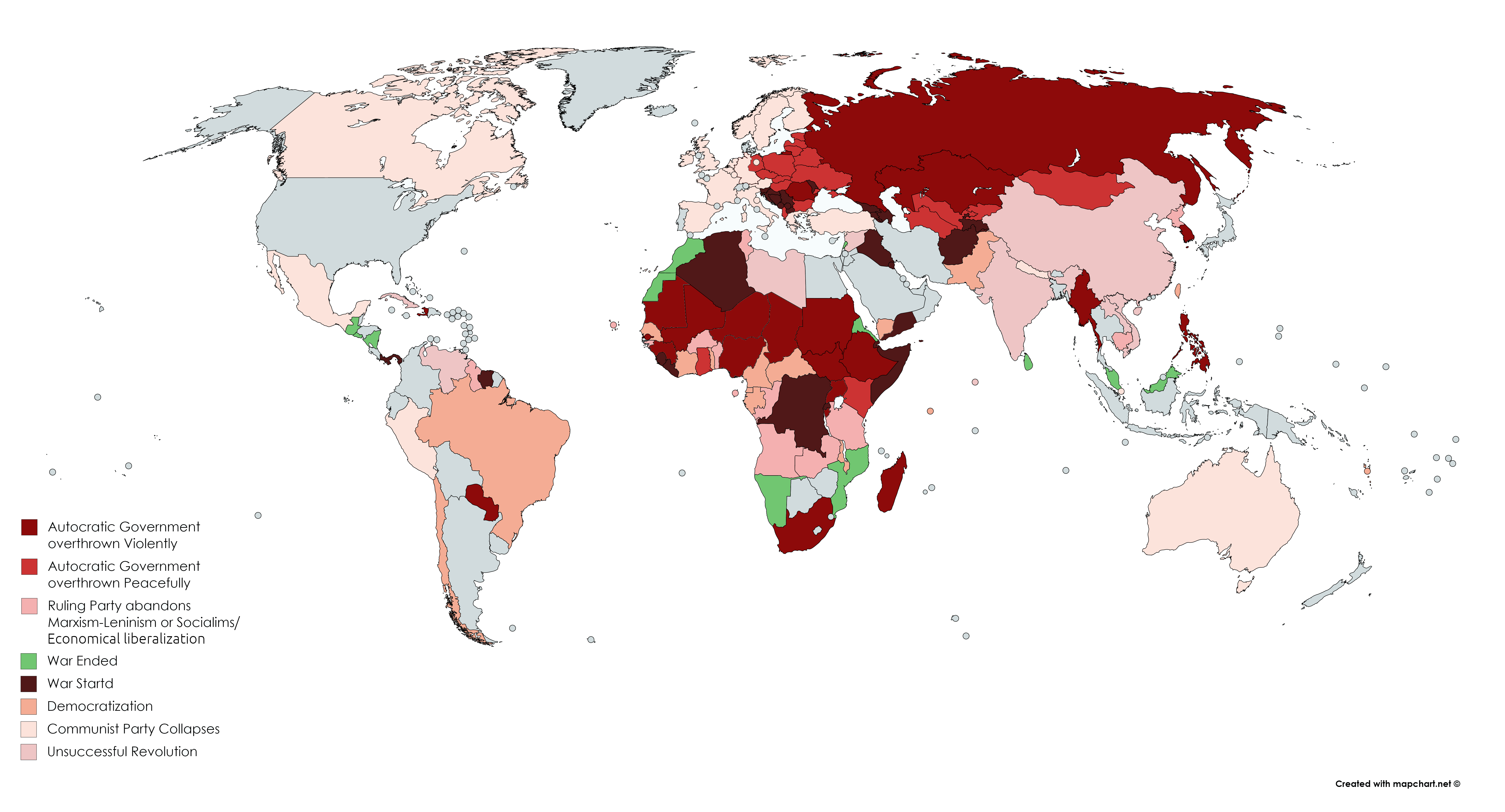
Efecto global de las revoluciones de 1989-1991

En febrero de 1986, en una de las primeras revoluciones pacíficas de movimientos de masas contra una dictadura, la Revolución del Poder Popular en Filipinas derrocó pacíficamente al dictador Ferdinand Marcos e instaló a Corazón Aquino como presidenta.
El efecto dominó de las revoluciones de 1989 también afectó a otros regímenes. El régimen de apartheid sudafricano y la dictadura militar de Pinochet en Chile fueron desmantelados gradualmente durante la década de 1990 a medida que Occidente retiró su financiación y apoyo diplomático. Argentina, Ghana, Indonesia, Nicaragua, Corea del Sur, Surinam, Taiwán y Yemen, entre otros países, eligieron gobiernos democráticos.
Los recuentos exactos del número de democracias varían según los criterios utilizados para la evaluación, pero según algunas medidas a fines de la década de 1990 había más de 100 democracias en el mundo, un aumento notable en solo unas pocas décadas. 

### Naciones socialistas
Las reformas en la Unión Soviética y sus países aliados también llevaron a cambios dramáticos en los Estados comunistas y socialistas fuera de Europa.
- Afganistán - La intervención soviética terminó en 1989 y el gobierno comunista bajo Mohammad Najibullah cayó ante los muyahidines en 1992 tras la renuncia voluntaria de este último.
- Angola - El gobierno  del MPLA abandonó el marxismo-leninismo en 1991 y aceptó los Acuerdos de Bicesse en el mismo año, sin embargo, la guerra civil angoleña entre el MPLA y la conservadora UNITA continuó durante otra década. La pena de muerte fue proscrita en la nación.
- Argelia - Disturbios en octubre de 1988, democratización a través del referéndum constitucional de 1989, victoria de un partido islamista, el FIS en las elecciones locales de 1990 y en las elecciones legislativas de 1991, que condujeron a un golpe militar en enero de 1992, lo que provocó la guerra civil argelina, la cual duró hasta 2002.
- Bangladés - Conflicto interno desde 1989.
- Benín - El régimen de Mathieu Kérékou fue presionado para abandonar el marxismo-leninismo en 1989.
- Burkina Faso - democratización en 1990.
- Cabo Verde - el gobernante Partido Africano por la independencia de Cabo Verde redujo su ideología socialista y los donantes extranjeros presionaron al gobierno para permitir elecciones multipartidistas en 1991.
- Camboya - el gobierno apoyado por Vietnam, que había estado en el poder desde la caída del Khmer Rouge, perdió el poder después de las elecciones patrocinadas por la ONU en 1993, el gobierno de coalición se disolvió en 1993 y el Partido de la Kampuchea Democrática se disolvió en 1992.
- Chad - democratización en 1990.
- China - El Partido Comunista de China comenzó a implementar reformas económicas liberalizadoras a fines de la década de 1970 bajo Deng Xiaoping. Sin embargo, las protestas prodemocracia de 1989 fueron aplastadas por los militares. Disturbios en el Tíbet en 1987. Los partidos comunistas prosoviéticos del Xinjiang se disolvieron.
- Congo - El régimen de Denis Sassou-Nguesso fue presionado para abandonar el marxismo-leninismo en 1991. La nación tuvo elecciones en 1992 y una guerra civil en 1993.
- Corea del Norte - Kim Il-sung murió en 1994, pasando el poder a su hijo Kim Jong-il. Las inundaciones sin precedentes y la disolución de la Unión Soviética llevaron a la hambruna de Corea del Norte, que resultó en la muerte de aproximadamente 2,5 a 3 millones de norcoreanos. Todas las referencias al marxismo-leninismo fueron reemplazadas por Juche en 1992, lo que significa una aparente disminución del papel del comunismo en Corea del Norte.
- Cuba - La Causa número 1 frustro cualquier intento de transición democrática. El fin de los subsidios soviéticos condujo al Período especial. Introducción de partidos no seleccionables en 1992. En 1994 se realizó una protesta infructuosa.
- Yibuti - Guerra civil de Yibuti en 1991 y democratización en 1992.
- Etiopía - se implementó una nueva constitución en 1987 y, tras la retirada de la asistencia soviética y cubana, la junta militar comunista Derg dirigida por Mengistu Haile Mariam fue derrotada por el rebelde EPRDF en la Guerra civil etíope y huyó en 1991.
- Ghana - Golpe de Estado, Distancia de la Unión Soviética.
- Guinea-Bisáu - democratización en 1991 bajo el régimen de João Bernardo Vieira y posterior abolicion de la pena de muerte en la nación en 1993.
- India - las reformas económicas de la India se iniciaron en 1991. El Congreso Rashtriya Samajwadi se disolvió en 1989, los Voluntarios Nacionales de Tripura se disolvieron en 1988 y la Convención Popular de Hmar se disolvió en 1986. Comienzo de la insurgencia en Jammu y Cachemira en 1989.
- Irak - Levantamientos en 1991. Permaneció bajo el régimen Baathista de Saddam Hussein hasta 2003 con la invasión estadounidense derrocando su régimen.
- Kuwait - Anexado por Irak en 1990. Luego liberado durante la Guerra del Golfo.
- Laos - Permaneció comunista bajo el Partido Popular Revolucionario de Laos. Laos se vio obligado a pedir ayuda de emergencia a Francia y Japón, y también a pedir ayuda al Banco Mundial y al Banco Asiático de Desarrollo. Finalmente, en 1989, el líder Kaisôn visitó Beijing para confirmar la restauración de las relaciones amistosas y para asegurar la ayuda china. La estrella roja, la hoz y el martillo y la hoz fueron sacados del escudo nacional en 1991.
- Madagascar - El presidente socialista Didier Ratsiraka fue expulsado.
- Malí - Moussa Traoré fue expulsado, Malí adoptó una nueva constitución; celebró elecciones multipartidistas. Rebelión de los tuaregs en 1990 y golpe de Estado en 1991.
- Mozambique - La Guerra civil mozambiqueña entre el socialista FRELIMO y los conservadores de RENAMO se terminó mediante un tratado en 1992. Posteriormente, FRELIMO abandonó el marxismo-leninismo en favor del socialismo democrático con el apoyo de la ONU y celebró elecciones multipartidistas.
- Birmania - el levantamiento 8888 en 1988 vio la desaparición del Partido del Programa Socialista de Birmania, pero no logró traer la democracia, aunque el marxismo fue abandonado. El país fue liderado por un gobierno militar bajo el Consejo de Estado para la Paz y el Desarrollo hasta 2011, luego de las elecciones de 2010 que muchos países occidentales consideraron fraudulentas. Fin de la insurgencia comunista en 1989.
- Nicaragua - Los sandinistas perdieron las elecciones multipartidistas en 1990, y ganó la Unión Nacional Opositora.
- Palestina - la Organización para la Liberación de Palestina perdió a uno de sus patrocinadores diplomáticos más importantes, debido al deterioro de la Unión Soviética, la relación fallida de Arafat con Moscú y la pérdida de un gobierno de un solo partido y la suspensión PFLP-GC de la OLP en 1984. La Primera Intifada ocurrió entre 1987 y 1991, lo que llevó al reconocimiento de Israel por parte de la OLP.
- Santo Tomé y Príncipe - el gobernante Movimiento por la Liberación de Santo Tomé y Príncipe / Partido Socialdemócrata redujo su ideología socialista y los donantes extranjeros presionaron al gobierno para permitir elecciones multipartidistas en 1991.
- Seychelles - democratización en 1991.
- Siria - el Partido Comunista Sirio se dividió en dos partidos en 1986. Siria participó en la Conferencia de Madrid de 1991 y se encontró con su enemigo de la Guerra Fría, Israel, en negociaciones de paz. El Partido Popular Democrático Sirio de izquierda a centro-izquierda.
- Somalia - Los rebeldes somalíes derrocaron a la junta militar comunista de Mohamed Siad Barre durante la revolución somalí en 1991. Somalia ha estado en un constante estado de guerra civil desde entonces.
- Sri Lanka - Revueltas en 1989.
- Sudán - Fin del dominio del Partido Unionista Democrático por el golpe de Estado de Omar al-Bashir en 1989.
- Surinam - democratización en 1987 y guerra civil entre 1986 y 1992.
- Tanzania - el partido gobernante Chama Cha Mapinduzi redujo su ideología socialista y los donantes extranjeros presionaron al gobierno para permitir elecciones multipartidistas en 1995.
- Túnez - El Partido Comunista de Túnez fue renombrado como Movimiento Ettajdid en 1993 y el Partido Socialista Destouriano fue renombrado como Rally Constitucional Democrático en 1988.
- Vanuatu - Vanua'aku Pati perdió las elecciones multipartidistas en 1991, y ganó la Unión de Partidos Moderados.
- Vietnam - El Partido Comunista de Vietnam ha emprendido reformas de Đổi mới desde 1986, liberalizando ciertos sectores de la economía de manera similar a China. Vietnam sigue siendo un Estado comunista de partido único.
- Yemen del Sur - Guerra civil de Yemen del Sur en 1986. Abandonó el marxismo-leninismo en 1990 y se reunificó con Yemen del Norte ese año, aunque esto más tarde condujo a una guerra civil.
- Zambia - el gobernante Partido Unido de la Independencia Nacional redujo su ideología socialista y los donantes extranjeros presionaron al gobierno para permitir elecciones multipartidistas en 1991.

### Otras naciones
Muchos partidos políticos y grupos militantes apoyados por los soviéticos en todo el mundo sufrieron desmoralización y pérdida de financiamiento.
- Alemania - La Fracción del Ejército Rojo perdió a su partidario a largo plazo, la Stasi, después de la caída del Muro de Berlín.[83]
- Australia - el Partido Comunista de Australia se disolvió en 1991.
- Austria - El Partido Comunista de Austria perdió su financiación de Alemania Oriental y 250 millones de euros en activos.
- Bélgica - el Partido Comunista de Bélgica se dividió en dos partidos en 1989.
- Burundi - Golpe de Estado en 1996.
- Canadá - en 1990, el Partido Comunista de Canadá fue dado de baja y se incautaron sus activos, lo que lo obligó a comenzar una batalla política y legal de 13 años finalmente exitosa para mantener el registro de pequeños partidos políticos en Canadá, por lo tanto cambiando la definición legal de un partido político en Canadá en 2003 y ahora opera sin ninguna representación política elegida.
- España - El Partido de los Trabajadores de España-Unidad Comunista se disolvió en 1991. La Izquierda Alternativa se disolvió en 1993. El Partido Comunista de España (marxista-leninista histórico) se disolvió en 1992. El Partido Comunista de Galicia (Marxista-Revolucionario) se disolvió en 1989.
- Filipinas - El Partido Comunista de Filipinas experimentó críticas y los debates que siguieron entre los principales cuadros del partido dieron como resultado la expulsión de los defensores del "oportunismo de izquierda y derecha" que formaron notablemente las facciones de los llamados "rechazadores" y "reafirmadores". Los que afirmaron la ortodoxia maoísta fueron llamados los "Reafirmantes", o RA, mientras que los que rechazaron el documento fueron llamados "Rechazadores" o RJ. En julio de 1993, el Komiteng Rehiyon ng Manila-Rizal (KRMR), uno de los rechazados, declaró su autonomía del liderazgo central. En unos pocos meses, varias de las formaciones y oficinas regionales del Partido hicieron lo mismo, formalizando y profundizando permanentemente el cisma.[84]
- Finlandia - la Liga Democrática Popular de Finlandia se disolvió en 1990 y el quebrado Partido Comunista de Finlandia colapsó en 1992 y quedó absorbido por la Alianza de la Izquierda.
- Francia - El colapso del Bloque soviético fue un shock para el Partido Comunista Francés. La crisis se llama La mutation (la mutación). Fusión del Partido Socialista Unificado con la Nueva Izquierda para el Socialismo, la Ecología y la Autogestión para las Alternativas Rojas y Verdes en 1989.
- Gambia - Golpe de Estado en 1994.
- Grecia - La Organización de comunistas marxistas-leninistas de Grecia se disolvió en 1993 y se fusionó con el Movimiento por un Partido Comunista Unido de Grecia . La izquierda griega se disolvió en 1992.
- Irlanda - El Partido Comunista de Irlanda disminuyó significativamente. El Partido Socialista Democrático se disolvió.
- Italia - el colapso provocó que el Partido Comunista Italiano se reformara, creando dos nuevos grupos, el Partido Democrático de la Izquierda más grande y el Partido de la Refundación Comunista más pequeño. La desaparición del partido comunista condujo en parte a cambios profundos dentro del sistema de partidos políticos italianos en 1992-1994 y al colapso del Partido Radical en 1989 y del Partido Socialista Italiano en 1994. Desintegración de las Brigadas Rojas en 1988.
- Japón - El Partido Comunista Japonés emitió una declaración titulada "Damos la bienvenida al final de un gran mal histórico del imperialismo y el hegemonismo".
- Líbano - Fin de la guerra civil en 1990.
- Liberia - Primera guerra civil iniciada en 1989.
- Malasia - El Partido Comunista Malayo dejó las armas en 1989, poniendo fin a una insurgencia que había durado décadas.
- Maldivas - fallido golpe de Estado en 1988.
- Marruecos - Fin de la guerra del Sahara Occidental en 1991.
- México - el Partido Comunista Mexicano y otros partidos comunistas se disolvieron en 1989 y se absorbieron primero en el Partido Mexicano Socialista y luego en el Partido de la Revolución Democrática. Colapso del Partido Mexicano Socialista en 1989.
- Nepal - el Partido Comunista de Nepal (Janamukhi) y el Partido Comunista de Nepal (Cuarta Convención) se disolvieron en 1990.
- Níger - Golpe de Estado en 1996.
- Noruega - El Partido Comunista de Noruega cambió su línea prosoviética.
- Omán - el Frente Popular para la Liberación de Omán se disolvió en 1992.
- Países Bajos - el Partido Comunista de los Países Bajos fue disuelto en 1991 y absorbido por la Izquierda Verde. La Liga de los comunistas en los Países Bajos se disolvió en 1992.
- Perú - Sendero Luminoso, responsable de matar a decenas de miles de personas, redujo su actividad en la década de 1990.
- Reino Unido - se disolvió el Partido Comunista de Gran Bretaña en 1991.
- San Marino - El Partido Comunista Sanmarinense se disolvió en 1990.
- Sierra Leona - el comienzo de la guerra civil de Sierra Leona en 1990 y el golpe de Estado en 1992.
- Singapur - El Barisan Sosialis se disolvió en 1988.
- Suecia - La Asociación Comunista de Norrköping se disolvió en 1990 y el Partido Comunista marxista-leninista dejó de funcionar como partido nacional. La Kommunistiska Partiet i Sverige pro-albanesa y el Partido de los Trabajadores Comunistas Maoístas de Suecia se disolvieron en 1993. El principal partido de izquierda, Vänsterpartiet kommunisterna, VPK (Partido de Izquierda - Comunistas), abandonó la parte comunista de su nombre y se convirtió simplemente en Vänsterpartiet (Partido de izquierda).
- Turquía - el Partido Laborista Comunista de Turquía se dividió.

Al mismo tiempo, muchos estados autoritarios anticomunistas, anteriormente apoyados por Estados Unidos, vieron gradualmente una transición a la democracia.
- Arabia Saudita - Después de la guerra soviético-afgana, Osama bin Laden, fundador del grupo militante islamista Al Qaeda, propuso a la monarquía saudita que no confiara en Estados Unidos después de la invasión iraquí de Kuwait en 1990. Bin Laden luego denunció la invitación saudita de la 82 División Aerotransportada de los Estados Unidos y finalmente fue expulsado del país en 1992 debido a las críticas. Su ciudadanía fue revocada en 1994.
- Brasil - En 1989 tuvo lugar la primera elección presidencial democrática desde 1960 debido a las reformas iniciadas unos años antes.
- Chile - La dictadura militar bajo Augusto Pinochet fue presionada para implementar elecciones democráticas, que vieron la democratización de Chile en 1990. El Partido Amplio de Izquierda Socialista se fusionó con el Partido Socialista de Chile.
- Colombia - La constitución conservadora de 1886 fue derogada en 1991. El Movimiento 19 de abril, el Movimiento Armado Quintín Lame y la mayoría del Ejército Popular de Liberación abandonaron sus armas y comenzaron a participar en la política.
- Corea del Sur - Las protestas del Movimiento Democrático de Junio llevaron a la caída del gobierno de Chun Doo-hwan en 1987, y a las primeras elecciones democráticas del país. En 2000, Corea del Norte y Corea del Sur acordaron en principio trabajar hacia la reunificación pacífica en el futuro.
- El Salvador - La Guerra Civil Salvadoreña terminó en 1992 luego de los Acuerdos de Paz de Chapultepec. El movimiento rebelde FMLN se convirtió en un partido político legal y participó en elecciones posteriores.
- Estados Unidos - tras el fin de la Guerra Fría, Estados Unidos se convirtió en la única superpotencia del mundo. Dejó de apoyar muchas de las dictaduras militares que tuvo durante la Guerra Fría, presionando a más naciones para que adoptaran la democracia.
- Filipinas - Revolución del Poder Popular en 1986.
- Guatemala - La guerra civil guatemalteca terminó en 1996 y la Unidad Revolucionaria Nacional Guatemalteca se convirtió en un partido legal.
- Haití - Protestas contra el régimen de Jean-Claude Duvalier en 1986, las cuales condujeron a su derrocamiento.
- Kenia - Restauración de la democracia multipartidista en 1991[85]
- Panamá - El régimen de Manuel Antonio Noriega fue derrocado por la invasión estadounidense en 1989 como resultado de su supresión de elecciones, actividades de narcotráfico y el asesinato de un militar estadounidense.
- Paraguay - La dictadura de Alfredo Stroessner llegó a su fin cuando fue depuesto en un golpe de Estado militar. En 1992, la nueva constitución del país estableció un sistema democrático de gobierno.
- Ruanda - Guerra civil ruandesa en 1990.
- Sudáfrica - se iniciaron negociaciones en 1990 para poner fin al sistema de apartheid. Nelson Mandela fue elegido presidente de Sudáfrica en 1994.
- Taiwán - El partido nacionalista Kuomintang que había gobernado bajo una estricta ley marcial desde el final de la guerra civil china introdujo reformas democratizadoras.
- Zaire - Guerra civil en 1996.

Países que tuvieron gobiernos de estilo socialista después de 1991:
- Nepal - la monarquía fue derrocada en 2008 y la república ha sido gobernada por el Partido Comunista desde entonces.
- Venezuela - Hugo Chávez lideró el Movimiento de la Quinta República que llevó al establecimiento de la República Bolivariana en 1999 y gobernó el país hasta su muerte en 2013.

Otras consecuencias:
- Israel - En 1990, la Unión Soviética finalmente permitió la libre emigración de judíos soviéticos a Israel. Antes de esto, los judíos que intentaban abandonar la URSS enfrentaron persecución. Los que tuvieron éxito llegaron como refugiados. En los años siguientes, alrededor de un millón de ciudadanos soviéticos emigraron a Israel. Aunque existía la preocupación de que algunos de los nuevos inmigrantes solo tenían una conexión muy tenue con el judaísmo, y muchos estaban acompañados por parientes no judíos, esta ola masiva de migración trajo grandes cantidades de judíos soviéticos altamente educados y cambió lentamente la naturaleza demográfica de Israel. Además, miles de judíos etíopes fueron rescatados por las Fuerzas de Defensa de Israel en 1991.

## Impacto

### Fin de la Guerra Fría
Después de las revoluciones de 1989 terminó la Guerra Fría. George H. W. Bush y Mijaíl Gorbachov en Malta el 3 de diciembre de 1989, declararon el fin de la Guerra Fría. Dos años después de la Revolución de 1989, el Pacto de Varsovia se disolvió el 1 de julio de 1991, las repúblicas bálticas se separaron de la Unión Soviética en septiembre de 1991, y la Unión Soviética se disolvió  el 26 de diciembre de 1991.

### Europa Oriental después de las revoluciones
Después de 1992, la “hoz y martillo” y algunos otros símbolos comunistas están prohibidos en algunos países de Europa Oriental, como Hungría (desde 1993), Estonia (desde 2007), Lituania (desde 2008), Letonia y Polonia. Las razones de estas prohibiciones es por considerar a estos un símbolo de la ocupación y totalitarismo de la Unión Soviética.